# Apterichtus caecus
Apterichtus caecus är en fiskart som först beskrevs av Carl von Linné 1758.  Apterichtus caecus ingår i släktet Apterichtus och familjen Ophichthidae. Inga underarter finns listade i Catalogue of Life.
Arten förekommer i Medelhavet nära kusterna från Adriatiska havet västerut och i Atlanten till Azorerna samt till Ekvatorialguinea. Avskilda populationer finns vid södra Turkiets och Israels kustlinje. Denna fisk når ett djup av 85 meter. Den gömmer sig i sanden eller i annan mjuk grund på havets botten. Längden går upp till 60 centimeter.
Beståndet nära Turkiet hotas av vattenföroreningar. För andra populationer är inga faror kända. IUCN listar arten som livskraftig (LC).

## Bildgalleri

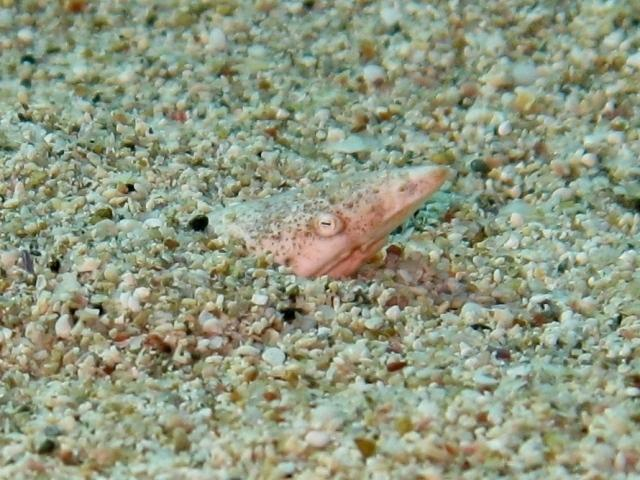